# Uhliská
Uhliská é um município da Eslováquia, situado no distrito de Levice, na região de Nitra. Tem 14,1 km² de área e sua população em 2018 foi estimada em 199 habitantes.

## Demografia
| Ano:        | 1994 | 2004   | 2014    | 2024   |
| ----------- | ---- | ------ | ------- | ------ |
| Broj ljudi: | 247  | 223    | 182     | 186    |
| Razlika:    |      | -9,71% | -18,38% | +2,19% |

| Ano:               | 2023 | 2024   |
| ------------------ | ---- | ------ |
| Número de pessoas: | 197  | 186    |
| Diferença:         |      | -5,58% |